# Alhagi Faye
Alhagi Faye (Bathurst, 1951. augusztus 23. –) gambiai nemzetközi labdarúgó-játékvezető.

## Pályafutása

### Nemzeti játékvezetés
A Gambiai labdarúgó-szövetség (GFF) Játékvezető Bizottságának (JB) minősítésével a League First Division játékvezetője. Küldési gyakorlat szerint rendszeres partbírói szolgálatot, majd 4. bíróként tevékenykedett. A League First Division játékvezetőjeként 1996-ban visszavonult.

### Nemzetközi játékvezetés
A Gambiai labdarúgó-szövetség JB terjesztette fel nemzetközi játékvezetőnek, a Nemzetközi Labdarúgó-szövetség (FIFA) 1985-től tartotta nyilván bírói keretében. A FIFA JB központi nyelvei közül az angolt beszéli. Több nemzetek közötti válogatott és klubmérkőzést vezetett, vagy működő társának partbíróként, később 4. bíróként segített. A  nemzetközi játékvezetéstől 1996-ban a FIFA JB 45 éves korhatárát elérve búcsúzott. Válogatott mérkőzéseinek száma: 8.

#### Labdarúgó-világbajnokság
Az U20-as, az 1991-es ifjúsági labdarúgó-világbajnokságon a FIFA JB játékvezetőként alkalmazta.
| Időpont          | Helyszín               | Mérkőzés típusa              | Mérkőzés       | Eredmény | Nézők száma |
| ---------------- | ---------------------- | ---------------------------- | -------------- | -------- | ----------- |
| 1991. június 16. | São Luís Stadion, Faro | csoportmérkőzés (D. csoport) | Szíria–Uruguay | 1 – 0    | 5500        |

---
Az 1993-as U17-es labdarúgó-világbajnokságona FIFA JB bíróként foglalkoztatták.
| Időpont             | Helyszín                             | Mérkőzés típusa              | Mérkőzés                                       | Eredmény | Nézők száma |
| ------------------- | ------------------------------------ | ---------------------------- | ---------------------------------------------- | -------- | ----------- |
| 1993. augusztus 22. | Nishikyogoku Athletic Stadion, Kiotó | csoportmérkőzés (C. csoport) | Egyesült Államok–Csehszlovákia                 | 2 – 2    | 4500        |
| 1993. augusztus 24. | Nishikyogoku Athletic Stadion, Kiotó | csoportmérkőzés (C. csoport) | Katar– Csehszlovák U17-es labdarúgó-válogatott | 0 – 2    | 8200        |

---
Négy világbajnoki döntőkhöz vezető úton, az 1986-os labdarúgó-világbajnokságon, az 1990-es labdarúgó-világbajnokságon, az 1994-es labdarúgó-világbajnokságon, valamint az 1998-as labdarúgó-világbajnokságon a FIFA JB játékvezetőként alkalmazta. Selejtező mérkőzéseket a CAF zónákban vezetett.

##### 1986-os labdarúgó-világbajnokság
| Időpont         | Helyszín                  | Mérkőzés típusa       | Mérkőzés    | Eredmény |
| --------------- | ------------------------- | --------------------- | ----------- | -------- |
| 1985. július 6. | Ohene Djan Stadion, Accra | előselejtező (3. kör) | Ghána–Líbia | 0 – 0    |

##### 1990-es labdarúgó-világbajnokság
| Időpont             | Helyszín                  | Mérkőzés típusa | Mérkőzés                            | Eredmény | Nézők száma |
| ------------------- | ------------------------- | --------------- | ----------------------------------- | -------- | ----------- |
| 1988. augusztus 21. | Nemzeti Stadion, Monrovia | előselejtező    | Libéria–Ghánai labdarúgó-válogatott | 2 – 0    | 22 070      |

##### 1994-es labdarúgó-világbajnokság
| Időpont           | Helyszín                        | Mérkőzés típusa                 | Mérkőzés         | Eredmény | Nézők száma |
| ----------------- | ------------------------------- | ------------------------------- | ---------------- | -------- | ----------- |
| 1993. április 18. | Mohamed V Stadion, Casablanca   | előselejtező (döntő B. csoport) | Marokkó–Szenegál | 1 – 0    | 75 000      |
| 1993. október 10. | Ahmadou Ahidjo Stadion, Yaoundé | előselejtező (C. csoport)       | Kamerun–Zimbabwe | 3 – 1    | 85 000      |

##### 1998-as labdarúgó-világbajnokság
| Időpont         | Helyszín                       | Mérkőzés típusa             | Mérkőzés                | Eredmény | Nézők száma |
| --------------- | ------------------------------ | --------------------------- | ----------------------- | -------- | ----------- |
| 1996. május 31. | Nouakchott Stadion, Mauritánia | előselejtező (első forduló) | Mauritánia–Burkina Fasó | 0 – 0    | 15 000      |

#### Afrikai nemzetek kupája
Az 1992-es afrikai nemzetek kupája, valamint az 1996-os afrikai nemzetek kupája labdarúgó tornán a CAF JB bírói szolgálatra vette igénybe.

##### 1992-es afrikai nemzetek kupája
| Időpont          | Helyszín                       | Mérkőzés típusa   | Mérkőzés                          | Eredmény | Nézők száma |
| ---------------- | ------------------------------ | ----------------- | --------------------------------- | -------- | ----------- |
| 1992. január 20. | Leopold Senghor Stadion, Dakar | egyik negyeddöntő | Ghánai labdarúgó-válogatott–Kongó | 2 – 1    | 15 000      |

##### 1996-os afrikai nemzetek kupája
| Időpont          | Helyszín                  | Mérkőzés típusa        | Mérkőzés                                                     | Eredmény | Nézők száma |
| ---------------- | ------------------------- | ---------------------- | ------------------------------------------------------------ | -------- | ----------- |
| 1995. április 9. | Városi Stadion, Lomé      | selejtező (2. csoport) | Togo–Libériai labdarúgó-válogatott                           | 1 – 1    | 15 000      |
| 1995. július 30. | Nemzeti Stadion, Szenegál | selejtező (4. csoport) | Szenegáli labdarúgó-válogatott–Libériai labdarúgó-válogatott | 0 – 3    | 20 000      |

## Sportvezetőként
Aktív pályafutását befejezve a Gambiai Labdarúgó-szövetség alelnök ügyvezetője lett.